# Меморандум Лансдауна

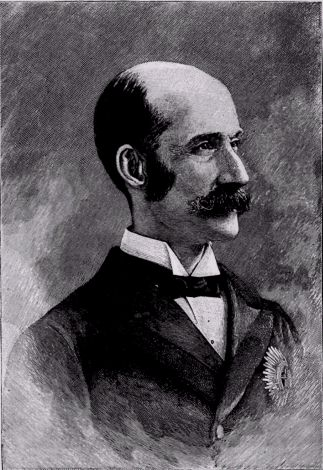
Автор меморандума Петти-Фицморис, Генри, 5-й маркиз Лансдаун

Мемора́ндум Лансда́уна (англ. Lansdowne Letter) — условное названия меморандума с предложением вести переговоры с Германией во время Первой мировой войны. Был опубликован 29 ноября 1917 года и написан 13 ноября 1916 года в Лондоне, военном министром и бывшем министром иностранных дел Генри Петти-Фицморисом.
Не нашло широкой поддержки и в конце года, маркиз Лансдаун покинул свой пост.

## Предыстория
13 ноября 1916 года, Петти-Фицморис, Генри, 5-й маркиз Лансдаун начал распространять документы с тезисом о том что война уничтожит цивилизацию и призвал вести мирные переговоры до статуса-кво. Меморандум получил критику министра иностранных дел Артура Бальфура и Роберта Сесила, виконта Сесил-Челвудского.
Лансдаун пригласил редактора The Times Джеффри Доусона и предложил опубликовать его в газете. Доусон отказался, заявив о том, что публикация меморандума не будет соответствовать «интересам Великобритании». Форин-офис наложил вето на публикацию письма. После этого он предложил газете The Daily Telegraph, которая согласилась его опубликовать.

## Публикация
29 ноября 1917 года меморандум был опубликован в еженедельной газете The Daily Telegraph, с призывом заключить мир с Германией:
We are not going to lose this war, but its prolongation will spell ruin for the civilised world, and an infinite addition to the load of human suffering which already weighs upon it…We do not desire the annihilation of Germany as a great power … We do not seek to impose upon her people any form of government other than that of their own choice… We have no desire to deny Germany her place among the great commercial communities of the world.

## Реакция

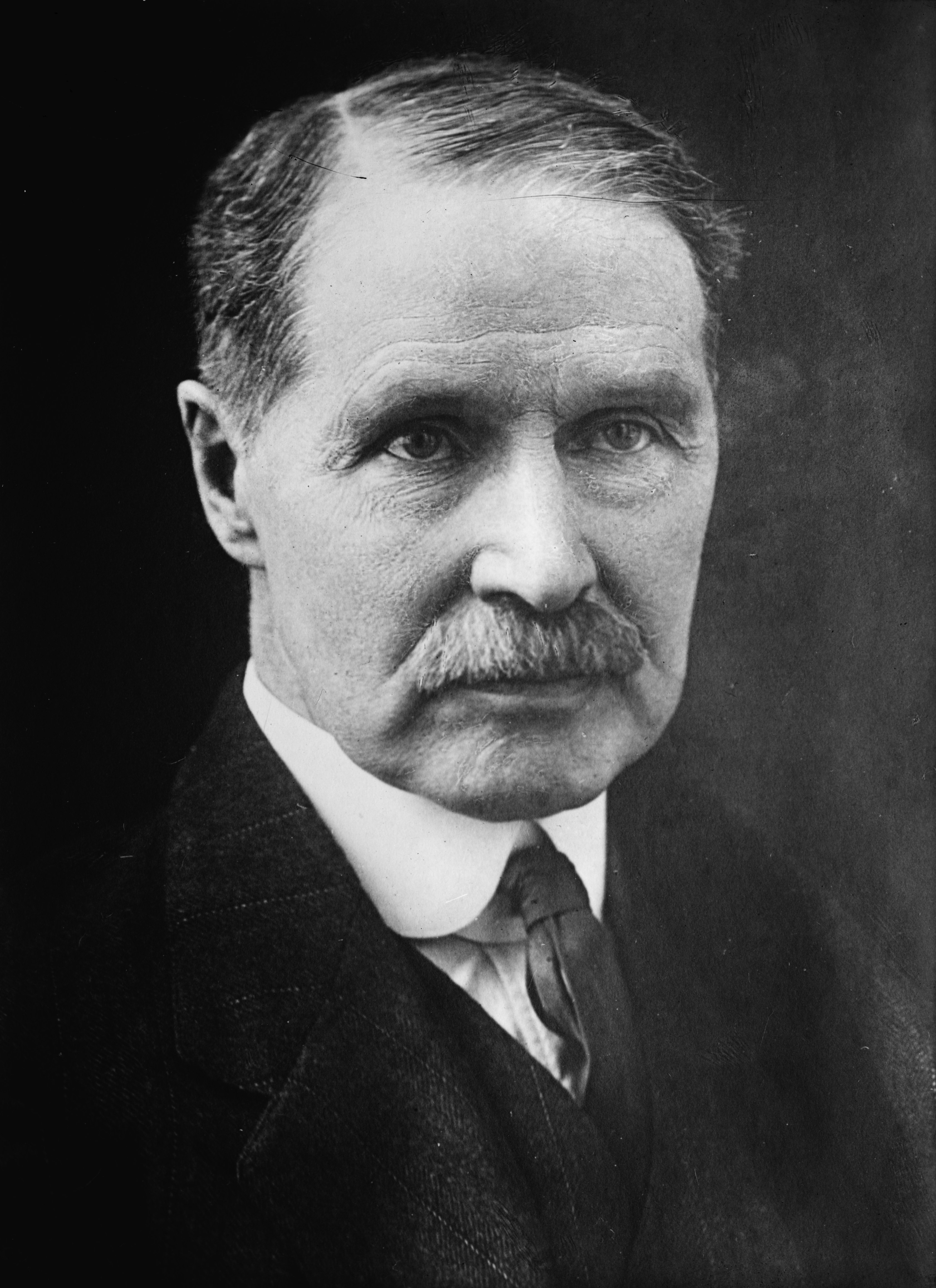
Премьер-министр Эндрю Лоу раскритиковал меморандум.

Лансдаун не получил поддержку в обществе, а меморандум был назван «позорным поступком». Эндрю Лоу раскритиковал документ Лансдауна, несмотря на «впечатление» президента США Вудро Вильсона. Герберт Уэллс назвал меморандум «письмом пэра, который больше боится революции чем национального позора».

Военное командование отвергло предложение Ландсауна. Дуглас Хейг описал планы на 1918 год как «превосходные». Сэр Уильям Робертсон на вопрос сможет ли Британия победить в войне ответил:
Откровенно говоря, я удивлён тем, что был задан этот вопрос. Раньше мне и в голову не приходило, что у кого-либо из членов правительства были сомнения по этому поводу.
Большинство британских газет критически отнеслись к предложениям в меморандуме. The Times, The Morning Post и Daily Mail резко негативно. Manchester Guardian и Daily News как и немецкая пресса, высказались положительно. Теодор Рузвельт осудил письмо и призвал закончить конфликт военным путём.
Историк Алан Джон Тейлор ссылаясь на немца Фрица Фишера, утверждал что минимальные требования для заключения мира со стороны Германии были значительно больше то что предлагал Лансдаун.

### Комментарии
1. ↑  С английского a deed of shame